# 男女同権

男女同権を表すシンボル

男女同権（だんじょどうけん、英語: gender equality）は、男女両性の権利が同等であること、および、そのような理念を言う。男女が同権であることは、男女平等（だんじょ びょうどう）。SDGsでは、ジェンダー平等と呼ばれる。

## 21世紀の男女同権

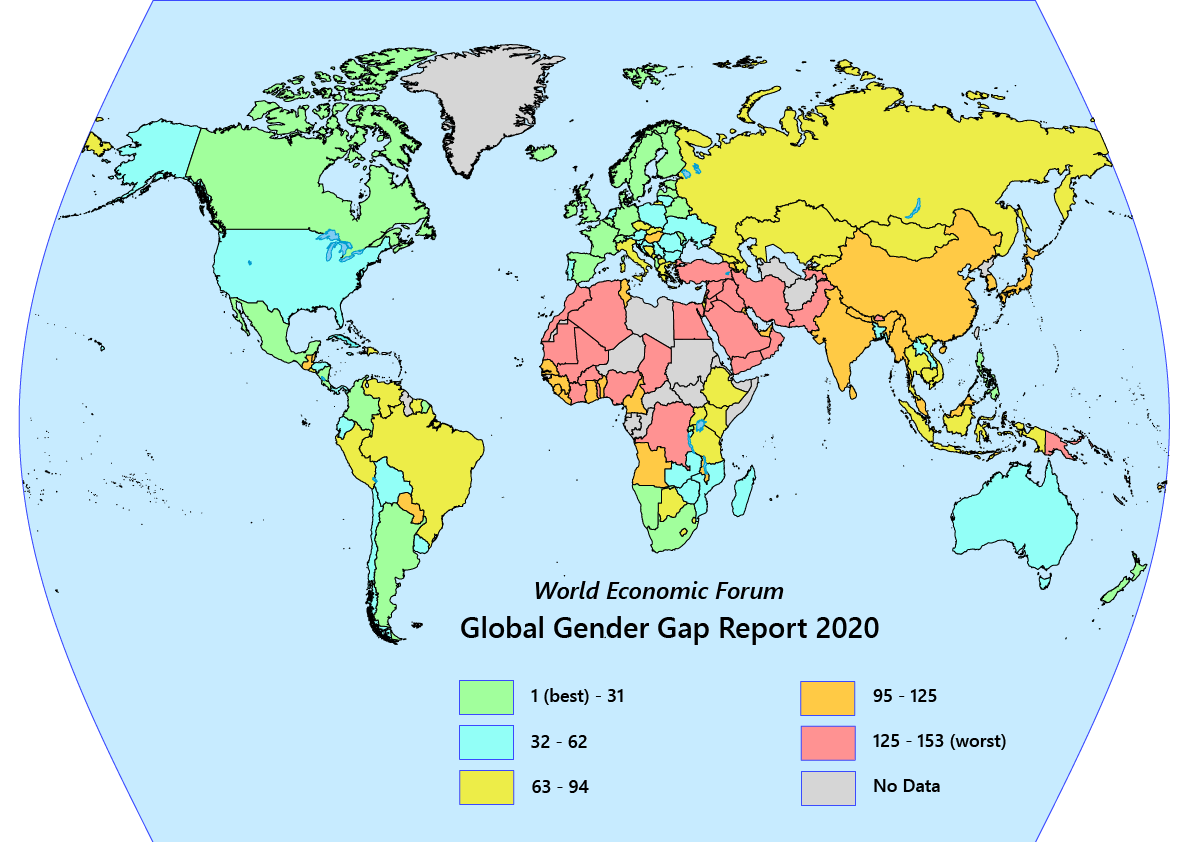
ジェンダーギャップ指数2020

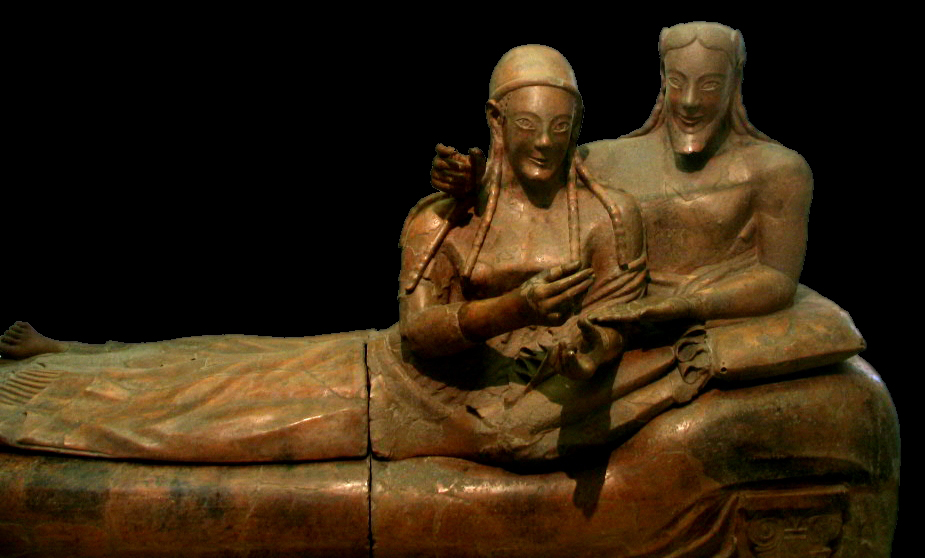
慣習名「夫婦の陶棺」
古代エトルリア貴族の仲むつまじい夫婦の様子を象ったギリシア陶器製の立体像（詳しくは「ヴィラ・ジュリア国立博物館」を参照のこと）。古代地中海世界における（当時の水準での）男女平等社会の好例としてエトルリア文明が取り上げられる際、紹介されることが多い。

世界経済フォーラムは2006年より、世界各国の男女差別の度合いを指標化したジェンダー・ギャップ指数を『世界男女格差レポート』(Global Gender Gap Report) において発表している。この報告では、アイスランドやフィンランド、ノルウェーなどの北欧の国々が上位の常連である。
また、経済平和研究所によると、ジェンダー不平等指数と世界平和度指数の間には相関係数0.71という強い正の相関があり、男女同権は世界平和に好ましい効果を及ぼすとされる。

## 日本
2022年度の『世界男女格差レポート』で発表されたジェンダーギャップ指数では、日本は世界146カ国中116位であり、G7の中では大きく引き離されての最下位であった。分野別には、「教育」と「医療へのアクセス」では評価が高かった一方で、「政治参加」と「経済」の分野で評価が極めて低かった。2023年は125位で過去最低、2024年は118位といずれも非常に低迷している。
国連開発計画 (UNDP) が発表する人間開発報告書によれば、ジェンダー不平等指数 (GII)の2018年における日本の順位は162カ国中23位、ジェンダー開発指数（GDI）の2018年における日本の順位は166カ国中51位である。
GIIについては、産婦死亡率、15-19歳での出産率、女性議員率、女子中等教育割合から算出している。　GDIについては、平均余命、識字率、所得から算出している。世界男女格差レポートと順位が大幅に異なるのは、考慮項目が異なるためであり、GIIの女性議員数、GDIの所得については、低い数字となっている。
2021年10月31日開票の第49回衆議院議員総選挙でNNNが「特に重視した政策」を出口調査したところ、「ジェンダー平等推進を最も重視する」と答えた割合は、10代は8.3％、20代は6.5％、30代は2.5％、40代は1.5％、70代以上は0.6％であった。

### 前近代からの流れ
近世期、江戸時代の日本では儒教による支配層の統治が強まった結果として、男尊女卑も強まったが、これに対し、神道家の増穂残口は、「人の世の根源は男女和合にある」と主張し、「和の国である日本の伝統的な神道祭祀や民俗的な豊穣儀礼につながるものであり、男女和合の世界では、男女は対等である」とし、当時の男尊女卑社会の風潮や家と家とによる婚姻制度が男女の「恋慕の情」を疎外している状況を批判した（佐々木潤之介他 『概論日本歴史』 吉川弘文館 2000年 p.174）。しかし明治近代期以降も儒教的道徳の下、女性の参政権は認められず、第二次世界大戦敗戦後、GHQによる五大改革（日本の戦後改革）の第一項目に「婦人解放」（前同 p.270）が盛り込まれ、女性の参政権が認められることとなる。(海外については、フェミニズムの項の、歴史を参照のこと。）

## 世界の状況
世界経済フォーラムが発表したThe Global Gender Gap Report 2021によると、ジェンダー不平等指数が低い国は北欧に多い。実際にデータでみても、子どもや高齢者に対する公共サービスが整備されているために、女性労働力率はほぼ75％を超えており、合計特殊出生率はヨーロッパ内においても1.9前後と上位を占めている。男女の雇用格差や賃金格差も少なく、福祉を家族に依存する必要がないゆえにジェンダー平等が進んだ社会といえる。ノルウェーでは、政党に女性候補者枠を義務づける法律はないが、国会議員の約45%が女性である。アイスランドでは、高校以上の教育において男女比率が逆転し、現在では男性より女性の方が多く大学に通っている。
国連開発計画によると、女性の議会での議席数は、アラブ諸国は18.3%、東アジアと太平洋は20.3%、ヨーロッパと中央アジアは21.2%、ラテンアメリカとカリブ海は31%、南アジアは17.1%、サハラ以南のアフリカは23.5%であった。

## 自由化・男女平等による性差拡大
2001年に心理学者のポール・コスタらが発表した論文によると、男女平等の社会になるほど性差が拡大することがあるという。例えば、科学や工学などのSTEM分野において、ジェンダーギャップ指数が小さいフィンランドでは女性の割合が小さく、逆に男女格差が大きなアルジェリアでは割合が高い結果が示されている。また、社会主義国家であったソ連ではSTEM分野でも男女同数になるように政策的に義務付けられていたが、ソ連崩壊後のロシア連邦では自由化された結果、STEM分野の女性研究者たちが生物学や医学、心理学などの非STEM分野に専攻を変更した。スイスにおいても、女性比率が電気工事士の2%から家事使用人の92%まで偏りがある。
この背景には、比較優位の考え方があるとされる。女子学生の成績は、科学においては男子学生と同程度かそれ以上であるのに対し、読解能力においては男子学生よりも高い。そのため、「得意科目」の観点で言うと女子学生が国語、男子学生が科学と答える傾向にあるという。そのため、男女平等が浸透し「自分が最も楽しむことができ、得意とすること」を選ぶことができる国ほど、女子学生がSTEM分野を選択しなくなると指摘されている。

## 関連する習慣と法律

### 日本
- 日本国憲法第14条 、24条、44条
- 民法第2条（解釈の基準）
- 労働基準法第4条
- 雇用の分野における男女の均等な機会及び待遇の確保等に関する法律
- 男女共同参画社会基本法

#### 選択的夫婦別姓
日本では、夫婦は婚姻時に同姓とする民法の規定があり選択的夫婦別姓制度は導入されていないが、これは男女平等に反するとの議論がある。民法の規定は、夫又は妻の氏のいずれを称するかを夫婦の選択にゆだねているものの、実際には妻の側が改氏する割合が全体の96.1%であり、これは女性の間接差別に当たり、男女平等に反する、との主張である。さらに、同姓の強要は、男女における個人の尊厳・両性の平等を定める憲法第14条、憲法第24条に抵触する、などの主張もある。
また、日本を含む130カ国の賛成で国際連合で1979年に採択された「女子に対するあらゆる形態の差別の撤廃に関する条約」では選択的夫婦別氏の導入が要求されている。そのため、国際連合の女性差別撤廃委員会は、2003年や2009年の勧告で、日本の民法が定める夫婦同姓を「差別的な規定」と批判し、「本条約の批准による締約国の義務は、世論調査の結果のみに依拠するのではなく、本条約は締約国の国内法体制の一部であることから、本条約の規定に沿うように国内法を整備するという義務に基づくべき」(2009年)とするなど、法改正するよう繰り返し求めている。